# 宿星のガールフレンド
『宿星のガールフレンド -the destiny star of girlfriend-』は、miraiより2018年7月27日に販売された18禁美少女アドベンチャーゲーム。
第2作目として「宿星のガールフレンド2」が販売されている。
第3作目として「宿星のガールフレンド3」が販売されている。
2020年3月27日にまとめ版の『宿星のガールフレンドALLSTAR』が販売されている。新規エピソード『宿星のガールフレンド芙慈子編』も収録されている。

## あらすじ
ある日、ひょんなことから高杉星司は怪物に襲われて同級生の上泉夕里に助けられるが、二人は重傷を負ってしまい、夕里の上司の魔法で助けられるが、三ヶ月間、共同生活を強いられる。

## 登場人物
高杉 星司 （たかすぎ せいじ）
本作の主人公。夕里に助けられる
上泉 夕里（かみいずみ ゆうり）
声 - 桃井いちご
身長：157cm / スリーサイズ：B85/W54/H85 / 血液型：O型 / 誕生日：2月28日
星司を助けた同級生で気位が高い。
マーヤ・クリエンケ
声 - 桃山いおん
身長：165cm / スリーサイズ：B89/W58/H88 / 血液型：AB型 / 誕生日：10月2日
夕里や主人公より一歳年上だが、同級生として転入してくるデーモンの手先。
佐竹 鹿子（さたけ かのこ）
声 - 猫村ゆき
身長：154cm / スリーサイズ：B81/W52/H83 / 血液型：A型 / 誕生日：7月27日
家事全般が得意な1年生。
与那嶺 芙慈子（よなみね ふじこ）
声 - 新田優羽
身長：163cm / スリーサイズ：B92/W58/H94 / 血液型：O型 / 誕生日：5月1日
「煌めく星空の会」東神奈川支部の一員で回復魔法の評価が高い。
ペトラグリューン
声 - 小鳥居夕花
身長：156cm / スリーサイズ：B86/W58/H84 / 血液型：B型 / 誕生日：3月17日